# Открытый стадион Макоманай
Открытый стадион Макоманай (яп. 真駒内屋外競技場, Makomanai Okugai Kyōgijō, англ. Makomanai Open Stadium) — это многоцелевой стадион расположенный в районе Минами-ку города Саппоро, в парке Макоманай и вмещает 17 324 зрителя. Построен к началу Зимних Олимпийских игр 1972 года для соревнований по конькобежному спорту.
С момента приобретения прав на название компанией Sekisui Heim в 2007 году официальное название - стадион Makomanai Sekisui Heim.

## Описание
Стадион, разработанный по Кунио Маэкава , расположен в центре парка Макоманай между реками Тоёхира и Макоманай, в 300 метрах от ледовой арены Макоманай. Он был создан внутри большой ямы овальной формы, чтобы каток и нижняя часть зрительских трибун находились ниже уровня земли. За исключением северной трибуны, внешние стены покрыты травяными склонами. Таким образом, стадион хорошо вписывается в парк и практически не виден снаружи. Конькобежная полоса состоит из двух полос длиной 440 м и шириной 16 м. Длина прямой 111,945 м, радиус основной полосы 25 м. 70 000 охлаждающих труб проложены под полом на расстоянии 10 см

## История
Строительство началось в марте 1969 года и было завершено в январе 1972 года (хотя объект можно было использовать уже с декабря 1970 года. Во время зимних Олимпийских игр 1972 года здесь проходила церемония открытия и соревнования по конькобежному спорту . В то время там было 48 000 зрителей [1] , позже вместимость была уменьшена до 17 324 мест за счет удаления временных трибун. 
В 2001 году собственность на стадион «Макоманай» перешла от государства к префектуре Хоккайдо . [5] 1 апреля 2007 года компания по продаже недвижимости Seikusui home приобрела права на название и переименовала стадион в Makomanai Sekisui Heim Stadium. По просьбе Олимпийского комитета Японии олимпийские кольца на фасаде были удалены.

## Спортивные мероприятия
Зимой стадион используется для катания на коньках, а также иногда как место проведения соревнований по конькобежному спорту, в том числе Зимние Азиатские игры в 1986 и 1990 годах, Зимняя универсиада в 1991 году, а с 1997 по 2011 год - международные соревнования по сноуборду Toyota Big Air. В остальное время года доступны восемь теннисных кортов или два поля для мини-футбола , в зависимости от требований . В здании северной трибуны также есть пять конференц-залов. Мероприятия, проводимые здесь, включают концерты под открытым небом и фестиваль фейерверков Макоманай — одна из сезонных традиций Саппоро.